# Роберт Піх
Роберт Піх (словац. Róbert Pich; нар. 12 листопада 1988, Свидник, Словаччина) — словацький футболіст, фланговий півзахисник клубу «Спартак» (Трнава).

## Ігрова кар'єра
Займатися футболом Роберт Піх починав в академії празької «Славії». Але згодом повернувся до Словаччини, де свій перший професійний контракт підписав з клубом «Подбрезова». На початку 2011 року Піх перейшов до клубу «Жиліна», у складі якого ставав чемпіоном Словаччини та вигравав національний кубок.
У 2014 році Піх перебрався до Польщі, де приєднався до клубу «Шльонськ». За рік футболіста примітили селекціонери німецького «Кайзерслаутерна». Але в Німеччині Піх не зумів закріпитися в основі і вже на початку 2016 року він повернувся до «Шльонська» на правах оренди. Після закінчення контракту з «Кайзерслаутерном» Піх повернувся до клубу з Вроцлава вже на постійній основі. і провів у складі «Шльонська» близько двохсот матчів.
Влітку 2022 року на правах вільного агента Роберт Піх перейшов до столичної «Легії».

### Збірна
У 2010 році Роберт Піх зіграв один матч у складі молодіжної збірної Словаччини.

## Досягнення
Жиліна
 Чемпіон Словаччини: 2011/12
 Переможець Кубка Словаччини: 2011/12
Легія
 Володар Кубка Польщі: 2022/23
 Володар Суперкубка Польщі: 2023
Спартак (Трнава)
 Переможець Кубка Словаччини: 2024/25